# 弗萊姆河
46°48′44″N 9°20′45″E / 46.81215°N 9.34588°E

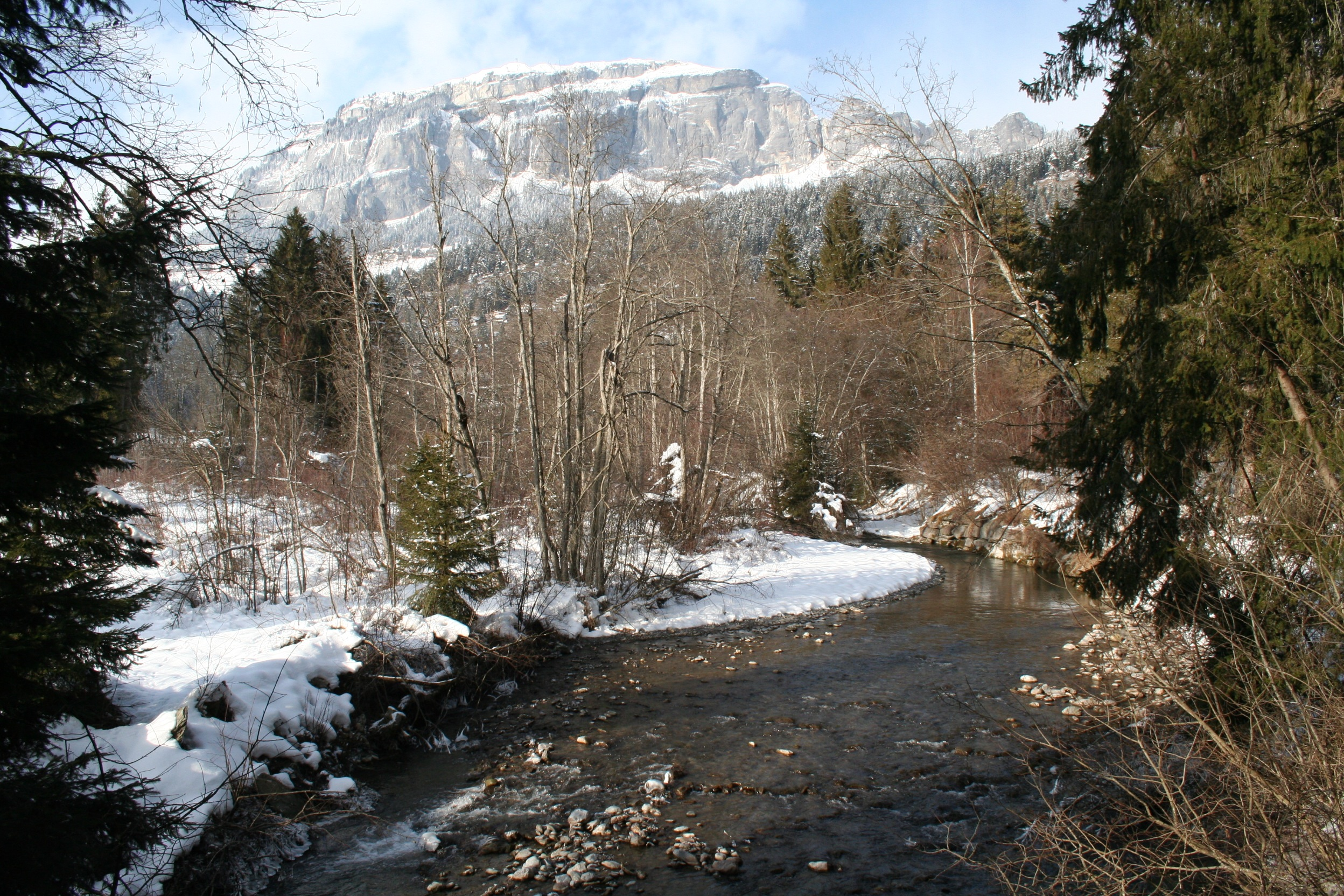

弗萊姆河是瑞士的河流，位於該國東南部，流經格勞賓登州，屬於前萊茵河的支流，河道全長16.3公里，流域面積82.3平方公里，河畔城鎮有弗利姆斯。